# Campeonato Serra-Leonês de Futebol
Sierra Leone National Premier League é a divisão principal do futebol nacional Serra Leoa. É organizado pela Associação de Futebol da Serra Leoa.

## Equipes 2013-2014
| Clubes                                   | Cidade     | Estádio                    |
| ---------------------------------------- | ---------- | -------------------------- |
| Diamond Stars F.C.                       | Koidu Town | Koidu Sports Stadium       |
| East End Lions                           | Freetown   | National Stadium           |
| Mighty Blackpool                         | Freetown   | National Stadium           |
| Bo Rangers                               | Bo         | Bo Stadium                 |
| Kallon FC                                | Freetown   | National Stadium           |
| Ports Authority                          | Freetown   | National Stadium           |
| Kamboi Eagles                            | Kenema     | Kenema Town Field          |
| Gem Stars                                | Tongo      | Tongo Field                |
| Anti Drugs Strikers FC                   | Newton     | EBK Stadium                |
| FC Johansen                              | Freetown   | Kingtom Field              |
| Old Edwardians                           | Freetown   | National Stadium           |
| Republic of Sierra Leone Armed Forces FC | Makeni     | Wusum Sports Stadium       |
| Freetown City F.C.                       | Freetown   | Brima Attouga Mini Stadium |
| Central Parade                           | Freetown   | Academy Ground             |

## Artilheiros
- 1968 : Mighty Blackpool  (Freetown)
- 1969-72 :  -
- 1973 : Ports Authority F.C.  (Freetown)
- 1974 : Mighty Blackpool  (Freetown)
- 1975-76 :  -
- 1977 : East End Lions  (Freetown)
- 1978 : Mighty Blackpool (Freetown)
- 1979 : Mighty Blackpool (Freetown)
- 1980 : East End Lions ( Freetown)
- 1981 : Real Republicans (Freetown)
- 1982 : Sierra Fisheries (Freetown)
- 1983 : Real Republicans (Freetown)
- 1984 : Real Republicans (Freetown)
- 1985 : East End Lions  (Freetown)
- 1986 : Sierra Fisheries (Freetown)
- 1987 : Sierra Fisheries (Freetown)
- 1988 : Mighty Blackpool (Freetown)
- 1989 : Freetown United (Freetown)
- 1990 : Old Edwardians  (Freetown)
- 1991 : Mighty Blackpool (Freetown)
- 1992 : East End Lions  (Freetown)
- 1993 : East End Lions  (Freetown)
- 1994 : East End Lions (Freetown)
- 1995 : Mighty Blackpool (Freetown)
- 1996 : Mighty Blackpool (Freetown)
- 1997 : East End Lions (Freetown)
- 1998 : Mighty Blackpool (Freetown)
- 1999 : East End Lions (Freetown)
- 1999/00 : Mighty Blackpool (Freetown)
- 2000/01 : Mighty Blackpool (Freetown)
- 2002-04 : Not Played
- 2005 : East End Lions (Freetown)
- 2005/06 : Kallon F.C. (Freetown)
- 2007/08 : Ports Authority F.C. (Freetown)
- 2008/09 : East End Lions (Freetown)
- 2009/10 : East End Lions (Freetown)
- 2010/11 : Ports Authority F.C.
- 2011/12 : Diamond Stars F.C. (Koidu)
- 2012/13 : Diamond Stars F.C. (Koidu)

## Campeões
| Ano  | Clube            |
| ---- | ---------------- |
| 1968 | Mighty Blackpool |
| 1969 | Kallon           |
| 1970 | Kallon           |
| 1971 | Kallon           |
| 1972 | Kallon           |
| 1973 | Ports Authority  |
| 1974 | Mighty Blackpool |
| 1975 | Kallon           |
| 1976 | Kallon           |
| 1977 | East End Lions   |
| 1978 | Mighty Blackpool |
| 1979 | Mighty Blackpool |
| 1980 | East End Lions   |
| 1981 | Real Republicans |
| 1982 | Kallon           |
| 1983 | Real Republicans |
| 1984 | Real Republicans |
| 1985 | East End Lions   |
| 1986 | Kallon           |
| 1987 | Kallon           |
| 1988 | Mighty Blackpool |
| 1989 | Freetown United  |
| 1990 | Old Edwardians   |
| 1991 | Mighty Blackpool |
| 1992 | East End Lions   |
| 1993 | East End Lions   |
| 1994 | East End Lions   |
| 1995 | Mighty Blackpool |
| 1996 | Mighty Blackpool |
| 1997 | East End Lions   |
| 1998 | Mighty Blackpool |
| 1999 | East End Lions   |
| 2000 | Mighty Blackpool |
| 2001 | Mighty Blackpool |
| 2002 | East End Lions   |
| 2003 | East End Lions   |
| 2004 | East End Lions   |
| 2005 | East End Lions   |
| 2006 | Kallon           |
| 2007 | Kallon           |
| 2008 | Ports Authority  |
| 2009 | East End Lions   |
| 2010 | East End Lions   |
| 2011 | Ports Authority  |
| 2012 | Diamond Stars    |
| 2013 | Diamond Stars    |
| 2014 | Mighty Blackpool |
| 2015 | Mighty Blackpool |
| 2016 | Mighty Blackpool |
| 2017 | Mighty Blackpool |
| 2018 | East End Lions   |
| 2019 | Kallon           |
| 2020 | Mighty Blackpool |
| 2021 | Mighty Blackpool |

## Performance dos clubes
| Clube            | Cidade   | Títulos | Anos |
| ---------------- | -------- | ------- | --- |
| Mighty Blackpool | Freetown | 17      | 1968, 1974, 1978, 1979, 1988, 1991, 1995, 1996, 1998, 2000, 2001 , 2014 , 2015, 2016 , 2017, 2020 , 2021. |
| East End Lions   | Freetown | 15      | 1977, 1980, 1985, 1992, 1993, 1994, 1997, 1999, 2002, 2003, 2004, 2005, 2009, 2010 , 2018.                |
| Kallon           | Freetown | 12      | 1969, 1970, 1971, 1972, 1975, 1976, 1982, 1986, 1987, 2006, 2007, 2019.                                   |
| Real Republicans | Freetown | 3       | 1981, 1983, 1984.                                                                                         |
| Ports Authority  | Freetown | 3       | 1973, 2008, 2011.                                                                                         |
| Diamond Stars    | Koidu    | 2       | 2012, 2013.                                                                                               |
| Freetown City    | Freetown | 1       | 1989. |
| Old Edwardians   | Freetown | 1       | 1990. |

## Participações na CAF
Liga dos Campeões
| Clube            | N° | Ano                           |
| ---------------- | -- | ----------------------------- |
| Ports Authority  | 2  | 1974, 2009,                   |
| Mighty Blackpool | 5  | 1975, 1979, 1980, 1989, 1992, |
| East End Lions   | 4  | 1981, 1994, 2010, 2011,       |
| Real Republicans | 3  | 1982, 1984, 1985,             |
| Kallon           | 3  | 1983, 1988, 2007,             |
| Freetown City    | 1  | 1990                          |
| Old Edwardians   | 1  | 1991                          |
| Diamond Stars    | 2  | 2013, 2014                    |
| Johansen         | 1  | 2017                          |

## Artilheiros
| Ano     | Artilheiros                      | Clube                           | Gols |
| 2000/01 | Keifala Marrah Abdulai K. Conteh | Mighty Blackpool Old Edwardians | 5    |
| 2007/08 | Lahai Chandos Freeman            |                                 | 10   |
| 2011/12 | James Bangura                    | Central Parade                  | 8    |